# 两司马
两司马，古代武官职称名，清末太平天國時期为基层武官官职。

## 典出
《周礼》所载兵制，以二十五人为两，以中士任两司马。五家為比，五比為閭，閭胥即為兩司馬領之，掌一閭之政事戒令。

## 太平天国
两司马为太平天国时期的基层官职，由于太平天国建国至灭亡时间过短，所以行政与军职未完全脱勾，所以行政体系的基础单位便是两司马。
依《天朝田亩制》、《太平军目》等文件所述，两司马管制5伍（5人一伍，伍长一员，伍员4人），共辖25人，这是军队中。在地方行政上，两司马下不设伍长，管辖的是25家人，并负责管理圣库及对所辖下的日常事务及诉讼等进行领导管理，如：礼拜、弥月、婚丧嫁娶等等。